# David Elazar
David "Dado" Elazar (1925 - 1976), fue el noveno comandante general de las Fuerzas de Defensa de Israel, desempeñando ese servicio de 1972 a 1974. Lo forzaron a dimitir como consecuencia de su falta de previsión ante el estallido de la guerra de Yom Kipur.

## Biografía

### Inicios
David (Dado) Elazar nació en Sarajevo, Bosnia y Herzegovina (en la extinta Yugoslavia). Proveniente de una familia con abolengo de judíos sefarídies, emigró a Palestina en 1940 bajo el programa de la "Jóven Aliá" y se asentó en el kibutz Ein Shemer.
Decide prontamente enrolarse en el Palmaj y combatió en muchas de las batallas trascendentales durante la guerra árabe-israelí de 1948, incluyendo la batalla del Monasterio de San Simón en Jerusalén. Como soldado, ascendió de rangos, y finalmente llegó a servir como comandante del famoso batallón HaPortzim de la Brigada "Harel".

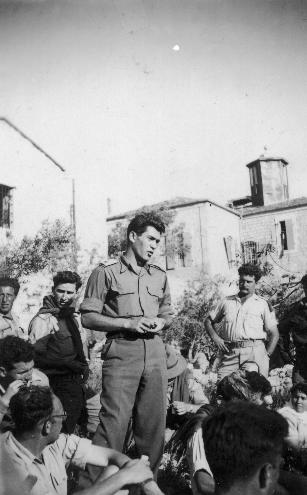
David Elazar adiestrando e instruyendo a miembros de la Brigada Harel, en 1948. A su izquierda posa Rafael Eitan.

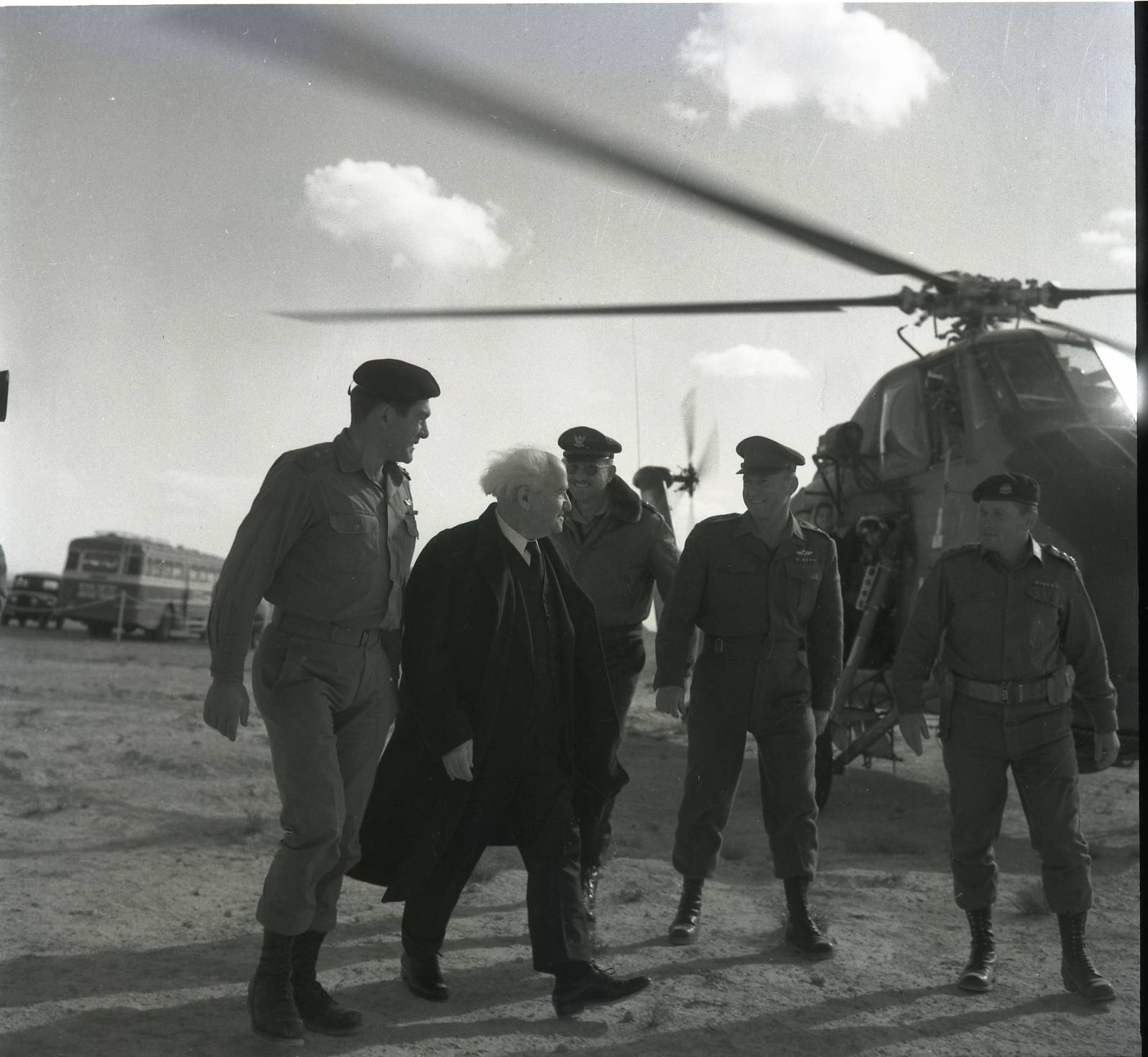
David Elazar a la derecha de David Ben-Gurion junto a otros oficiales,en 1962.

Elazar permaneció en el ejército tras dicha guerra, siendo transferido a las divisiones de infantería mecanizada en la siguiente campaña de 1956 en el marco de la Crisis del Sinai. Sirvió cómo comandante adjunto del cuerpo, Haim Bar Lev, siendo el comandante de los cuerpos blindados en 1961. Se mantuvo en dicho cargo hasta 1964, cuando fue nombrado Jefe del Comando Norte, Posición en la que se mantuvo hasta 1969. Durante la guerra de 1967 fue un defensor crucial de la ocupación de la estratégica posición de los Altos de Golán, que en esa entonces hacían parte del territorio de Siria, y dirigió su captura, que tomó tan sólo dos días.
Tras ésta guerra, Elazar sirvió como comandante en jefe de las operaciones del comando general. El 1 de enero de 1972, fue delegado como Jefe del Mando Unificado del Tzahal.

### Ramatcal

#### Inicios
Los primeros meses de su atribulado mando los dispuso en combatir al terrorismo palestino. El 30 de mayo de 1972, el Ejército Rojo Japonés asesinó a 25 civiles e hirió a 71 más en el atentado perpetrado en el aeropuerto de Lod, el nodo de transporte aéreo más importante de Israel (véase: Masacre del Aeropuerto de Lod). El 5 de septiembre de ése mismo año, otro grupo armado asaltó y asesinó a los atletas israelíes en las instalaciones de los olímpicos en Múnich. Éste ataque se conocería posteriormente como la Masacre de Múnich. En respuesta a éste ataque, Elazar ordenó, lo que hasta entonces se considerarían; las mayores operaciones de ataque en represalia contra varias bases palestinas en Siria y en el Líbano. Tres cazas sirios fueron derribados, y decenas de fedayines fueron aniquilados en grandes y densos bombardeos de artillería. En la Operación Primavera de Juventud, que tuvo lugar en la noche/madrugada de los días 9–10 de abril de 1973, docenas más de palestinos, incluyendo a varios líderes clave de las agrupaciones armadas de Palestina, fueron asesinados en Beirut por el Tzahal.
Una de las decisiones más controvertidas tomadas por Elazar durante su mandato fue la de ordenar el derribo de un avión de transporte de pasajeros libio que llevaba sobrevolando en el espacio aéreo israelí sin autorización y, que se creía; iba en una misión terrorista cuando se rehusó a atender las diferentes solicitudes que le hicieron desde las torres de control aéreo israelíes a su tripulación. El aparato fue derribado por la aviación militar israelí sobre la Península del Sinaí bajo órdenes directas de Elazar, matando a cerca de 100 civiles. Posteriormente se descubriría que era en realidad un vuelo netamente civil que tuvo un fallo de navegación.
El 27 de mayo de 1973, el Tzahal anunció el decreto de un estado de emergencia y la convocatoria de las fuerzas de reservistas, en respuesta a los movimientos en la frontera de Egipto con sus tropas. Ésta declaratoria sería posteriormente cancelada cuando se hizo evidente que se trataba de sólo un ejercicio normal. Éste evento tendría un mayor impacto en el Comando General, pues llevaría a creer a las fuerzas israelíes que del lado egipcio no se estaban preparando para una guerra, idea que se mostró como errónea posteriormente ése mismo año, en Yom Kippur. Tras dicha guerra sin embargo, se hizo patente que tras esos "movimientos de tropas regulares" llevados a cabo por el ejército egipcio, se encubrían maniobras que hacían parte de una elaborada estrategia para inducir a la autocomplacencia en los israelíes, encubriendo las verdaderas intenciones de los gobernantes en Egipto, pues dichas maniobras se dieron en el lugar elegido para el primer ataque en la subsiguiente guerra.
El 13 de septiembre, Israel derribó a a trece cazas sirios, los cuales intentaron derribar a aparatos israelíes.

### Guerra de Yom Kipur

#### Eventos anteriores a la guerra
En 1957, Israel fue forzado, por presión estadounidense, a retirarse del Sinaí, el cual había ocupado desde el ataque a Egipto el año anterior. El cierre al paso en el Estrecho de Tirán a las embarcaciones israelíes por órdenes del presidente egipcio Gamal Abdel Nasser en 1967 sería una de las mayores causas para la guerra de 1967, durante la cual Israel reocupó la península del Sinaí.
El 1 de octubre de 1973, los ejércitos de Egipto y Siria fueron puestos en alerta. Debido a los desaciertos en las deducciones tácticas y al pésimo manejo de las conexiones de la inteligencia interna en Egipto, sumado a las paupérrimas decisiones del mando del Tzahal, las FDI respondieron con medidas de carácter limitado, convocando a pocas fuerzas de reserva, que se dispusieron así, debido a que se no se había determinado realmente "la inminencia de un ataque árabe". En las primeras horas del 6 de octubre (en el día de Yom Kippur, la más sagrada de las festividades judías), Elazar finalmente se convence de la inminencia de un ataque ése mismo día, al contrario de la creencia del jefe de la inteligencia militar el Mayor General Eli Zeira y del ministro de defensa Moshe Dayan, quienes siempre creyeron que dicho ataque sería algo improbable. La convicción de Dayan tuvo dos consecuencias mayores:
1. Dayan se rehusó a aprobar la solicitud de Elazar para convocar a las reservas, para una movilización general[6] (Elazar en consecuencia y de forma subrepticia, decide llamar a una movilización limitada a las reservas, empezando el 5 de octubre).
2. Dayan rechazó aprobar la solicitud de Elazar para un ataque aéreo preventivo sobre posiciones enemigas, que estuvo planeado para las 11:00 a. m. en Yom Kippur (la aviación militar estaba preparada para el ataque, pero los bombarderos nunca despegaron).

#### Guerra de Yom Kipur
Siendo las 2:00 p. m. en Yom Kipur, los ejércitos de Egipto y Siria lanzaron un asalto coordinado sobre territorio de Israel. De muchas maneras, éste ataque les llegó de sorpresa al Tzahal y a sus comandantes.
Tras una serie de crudos combates, los ejércitos invasores repelieron la contraofensiva israelí en las fortificaciones del Sinai, y tras una serie de fuertes bajas en la aviación militar israelí y de sus tropas terrestres, se detiene finalmente dicha incursión. El 11 de octubre, los combates en el norte serían repelidos en las inmediaciones de la frontera siria, y el 16 de octubre, las tropas israelíes cruzan el Canal del Suez bajo el mando del General Ariel Sharon.
En los primeros días del conflicto, Elazar sería el único de los muy pocos comandantes y líderes israelíes que tendría una actitud relajada, y que a pesar de las pérdidas materiales y humanas mantuvo una postura muy optimista del discurrir de los eventos que lideraba. Esta postura contrastaba fuertemente con la de las autoridades civiles israelíes, más notablemente con la de Moshé Dayán, quien se llegó a referir a la "destrucción del tercer mandato único judío". Al mismo tiempo, la guerra exhibiría diferencias muy notables entre el personal militar y sus concepciones personales, particularmente entre los comandantes del frente sur —entre quienes no se habían resuelto ciertas diferencias— por su deficiente mando. En éste punto del conflicto, Elazar sería forzado a reemplazar al jefe del Comando Sur, el Mayor General Shmuel Gonen (apodado "Gorodish") con el anterior jefe del Comando General Haim Bar-Lev. Incluso él se apoyó con el personal en retiro, destacando a los generales Rehavam Zeevi y Aharon Yariv, quienes se habían retirado recientemente del Tzahal, así como a sus adjuntos y consejeros especiales.
Para el final de dicha guerra, el Tzahal había capturado bastante territorio, penetrando profundamente incluso dentro del territorio de Siria. El Monte Hermon, el cual había sido tomado por tropas de Israel al principio de la guerra, fue devuelto por fin al control de Israel. En el Frente Sur, el Tercer Ejército Egipcio permanecería rodeado en el Sinaí, y las tropas de Israel llegaron a ocupar el sector sur del banco occidental del Canal del Suez, peleando bajo las premisas de tácticas poco convencionales del General Ariel Sharon. Sin embargo, a pesar de dichos logros militares, Israel pagó duramente su complacencia con grandes cantidades de pérdidas humanas. Los egipcios retuvieron aún algunos terrenos sobre la zona este del canal, y ninguna de sus grandes ciudades fue capturada. Aunque el Suez estuvo bajo asedio, la Batalla del Suez resultó en un gran yerro israelí, costándole al Tzahal 80 soldados muertos, 120 heridos y 40 tanques destruidos.

### Tras la guerra
Tras la guerra, se sucedieron varias protestas en todo Israel, en las que se exigían una justificación a las pérdidas de vidas y a la poca preparación del comando del Tzahal.
El 21 de noviembre, pocos días después del fin de la guerra, se organizó la comisión Agranat con el fin de investigar el por qué las FDI tuvieron un pobre desempeño y tan poca preparación para dicha guerra. Dicha comisión se reunió por varios meses. Tras escuchar decenas de testimonios en las formas de relatos de varios testigos, y las 140 sesiones de entrevistas; su investigación se dio a conocer en varios reportes, siendo liberado el primero el 1 de abril de 1974, donde se recomienda retirar a Elazar de su cargo como Jefe del Comando General. El reporte establecía que "Elazar lleva gran parte de responsabilidad personal para la evaluación de la situación y la preparación del Tzahal" y recomienda que tanto él como los otros jefes, los que estuvieron a cargo de la inteligencia militar y del ministerio de defensa; fuesen removidos de sus cargos.
Elazar inmediatamente entregó su carta de renuncia al gobierno, reclamando además que "si hubiera dispuesto de una mejor información de inteligencia, el resultado sería otro", además de "sentirse maltratado", se despachó especialmente porque el informe no sugirió ningún tipo de sanciones contra el liderazgo político del país. Además se quejó del por qué no se consideraron sus acciones durante la guerra. En su carta de renuncia, Elazar además citó:

"Si no es el trabajo de un jefe de comando el reparar en todos los detalles estratégicos y tácticos, entonces ¿De quién?. Yo testifico que, como comandante del frente norte en 1967 remití una recomendación para un plan general al jefe del comando general, y de quien posteriormente yo no recibiría planes detallados... No puedo llegar a comprender el por qué la comisión creyó que yo pensé que debería haber llegado a la conclusión de que las reservas deberían haberse convocado el 5 de octubre, y sin embargo el el ministro de defensa no podría haber llegado a la misma conclusión, cuando él tenía exactamente la misma información de la que yo disponía, y que, aparte de mi persona; no había nadie más en el estado mayor que pensara o sugiriera que se llamaran a las reservas".

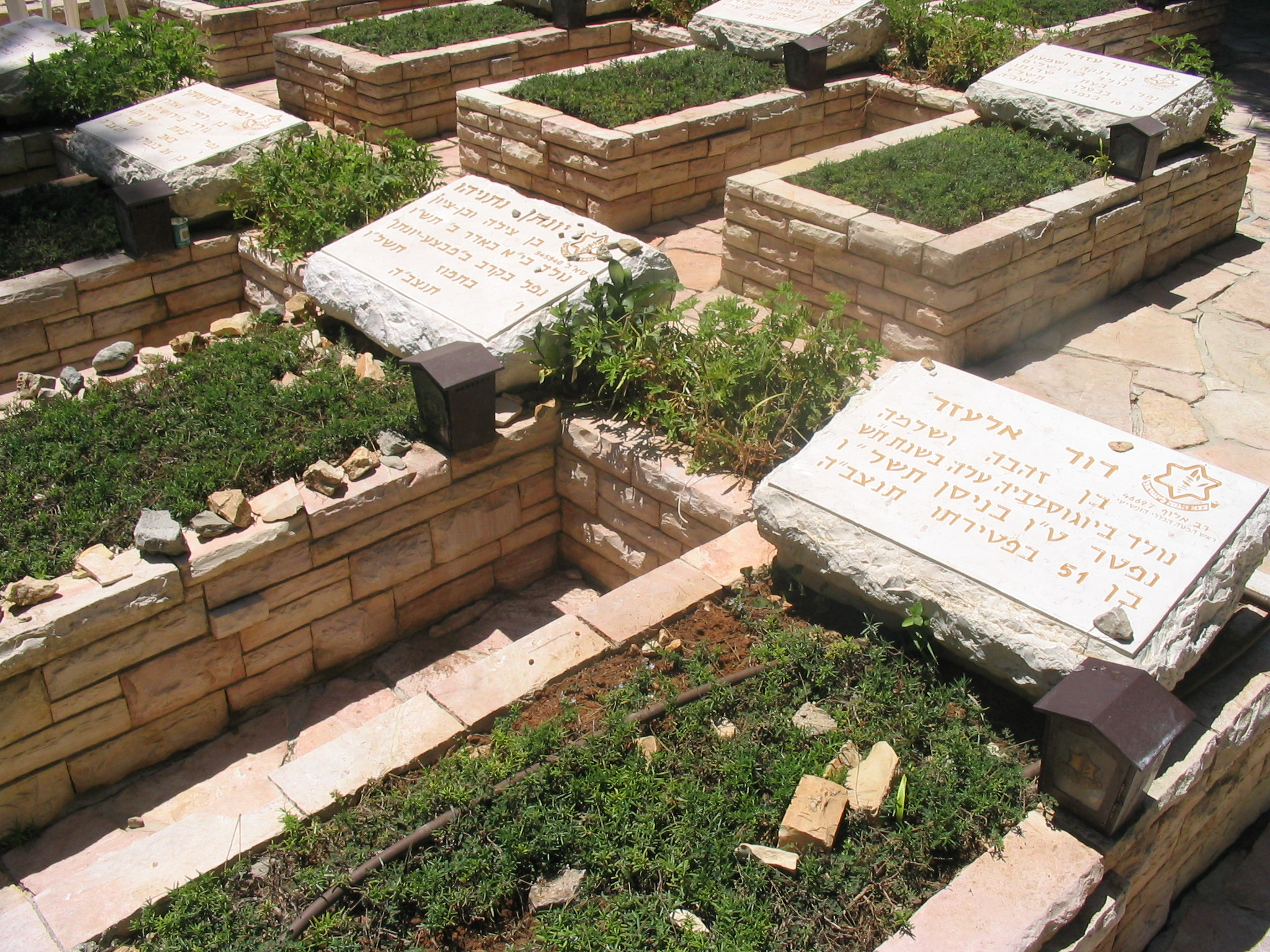
Mausoleo de Elazar en el Monte Herzl.

El 15 de abril de 1976, murió de un ataque cardíaco mientras nadaba. Se encuentra sepultado en el Monte Herzl, en Jerusalén.

## Legado
David Elazar, popularmente conocido como "Dado," permanece como una figura controversial en Israel hasta el presente. Las conclusiones dejadas tras la investigación del comité Agranat, donde se le hace personalmente responsable por las fallas para la preparación del Tzahal en una posible guerra no serían totalmente aceptadas por el público israelí. El consenso hoy día se mantiene en que Elazar era un comandante militar extremadamente capaz de llevar a cabo el deber liderar con la calma que se debe tener en momentos de tan tremenda crisis, y que tomó las decisiones correctas en cuanto a estrategia y preparaciones.
El General Aviezer Ya'ari, jefe del departamento de investigaciones del Tzahal acredita dos decisiones específicas tomadas por Elazar relativamente prontas en los albores de la lucha como cruciales para que Israel alcanzara una victoria táctica eventual en la guerra, a pesar de los significativos reveses que sufrió inicialmente. Una sería la decisión de Elazar de cambiar las fuerzas de reserva divisionales que estaban retenidas frente a la frontera jordana en el evento en que Jordania estuviese por penetrar en el sector de los Altos del Golán para sumarse a la ofensiva dentro de dicha coalición árabe. Dichas fuerzas demostraron ser capitales en detener a las tropas sirias y su rápido avance, para luego de detenerlas obligarlas a retornar, cambiando el sentido de la guerra contra ellos (los árabes). La segunda sería la de, a pesar de la vigorosa oposición a sus generales en el terreno, de postponer cualquier contrataque en el Sinaí hasta que los egipcios, quienes se habían cavado posiciones fortificadas en trincheras en el lado este del Canal del Suez, primero comenzó un avance ofensivo hacia el este desde esas posiciones. Ésta decisión llevó a que la batalla en el Sinaí, fuera peleada en condiciones más favorables a las tácticas israelíes y las cuales ganaron decisivamente, para luego debilitar cualquier intento de ofensiva egipcia, mermando su resistencia y facilitando una dura pero determinante y exitosa contraofensiva que permitió que el Tzahal cruzara el Canal, encerrando gran parte del tercer Ejército Egipcio en el banco occidental para el final de la guerra.